# Rupert Schärfl
Rupert Schärfl (* 5. November 1920 in Oberkatzbach; † 31. Oktober 2007 ebenda) war ein deutscher Kommunalpolitiker und 50 Jahre lang erster Bürgermeister der Gemeinde Ramerberg. Er war damit Bayerns dienstältester Bürgermeister. Schärfl war Träger des Bayerischen Verdienstordens, des Bundesverdienstkreuzes 1. Klasse und der Kommunalen Verdienstmedaille in Gold. Er war wesentlicher Initiator der Verwaltungsgemeinschaft Rott am Inn.

## Leben
Schärfl entstammt dem Stögerhof im Ramerberger Ortsteil Oberkatzbach.
Neben seiner Tätigkeit als Bürgermeister setzte er sich für den Erhalt von Zeugnissen der religiösen Volkskunst ein. 1998 schenkte er dem Museum Wasserburg eine Jakobus-Figur aus der Kirche von Kirchreit.
Bewegt ist die Geschichte der, von ihm bei seinem Hof, dem Stöger-Hof, errichteten und 2002 geweihten, stattlichen Kapelle. Nach seinem Tod wurde diese, trotz örtlicher Proteste, 2011 von den Erben zu einer spirituellen Praxis für Lebensberatung und Tierkommunikation umfunktioniert. Nach einem Eigentümerwechsel wurde Ende November 2019 angekündigt, sie wieder zu weihen und der kirchlichen Nutzung zu zuführen, was im August 2020 erfolgte.

## Bürgermeister
Im Januar 1946 wurde er bei den ersten freien Kommunalwahlen in Bayern nach Ende des Zweiten Weltkriegs zum Bürgermeister von Ramerberg gewählt und blieb 50 Jahre bis zur Kommunalwahl 1996 im Amt. Er war damit der dienstälteste Bürgermeister in Bayern. In Bayern wurde zwar in einer nicht amtlichen Veröffentlichung auch Erich Zeitler zugeschrieben, bei seinem Ausscheiden aus dem Amt mit 38 Jahren Dienstzeit, der dienstälteste Bürgermeister Bayerns gewesen zu sein, bereits damals wies aber Schärfl eine höhere Dienstzeit auf. Deutschlandweit der Bürgermeister mit der längsten Amtszeit, die jemals erreicht wurde, war Josef Rüddel mit 56 Dienstjahren gefolgt mit 50 Dienstjahren von Karlheinz Poredda so wie auch mit Schärfl.
Bei Amtsantritt war seine nächste Fernsprechmöglichkeit 30 Minuten entfernt und er musst erst einen Telefonanschluss durchsetzen. Sein besonderes Verdienst ist die Bewahrung der Eigenständigkeit der kleinen Gemeinde auch über die Gebietsreform hinweg durch die Gründung der Verwaltungsgemeinschaft Rott am Inn. Bereits 1960 wurde unter ihm eine Kläranlage für Ramerberg errichtet. Auch der Bau der zweiten Kläranlage 1988 erfolgte unter seiner Ägide.

## Ehrungen
- Verdienstkreuz am Bande der Bundesrepublik Deutschland
- 1991: Verdienstkreuz 1. Klasse der Bundesrepublik Deutschland
- Bayerischer Verdienstorden
- Kommunale Verdienstmedaille in Bronze
- Kommunale Verdienstmedaille in Gold
- Ehrenbürger der Gemeinde Ramerberg
- Altbürgermeister der Gemeinde Ramerberg[10]